# La Berrichonne de Châteauroux
El Berrichón de Châteauroux es un club de fútbol francés, de la ciudad de Châteauroux en Centro. Fue fundado en 1903 y juega en el Championnat National 2 francés. Berrichón es una antigua lengua hablada en Châteauroux parte de la antigua provincia de Berry.

## Historia
Berrichón de Châteauroux se funda en 1883 como un club polideportivo que incluía un club de gimnasia y un club de tiro. En 1903 nace la sección de fútbol. En 1935 el equipo se fusiona con otro club de la ciudad, el A.S.C..
En la temporada 97-98 el equipo debuta en la Ligue 1. Actualmente el equipo milita en la ligue 2.
En el año 2004 dio la sorpresa llegando la final de la Copa de Francia (lo eliminó en la final el Paris Saint Germain).
Como el PSG jugaba en el 2004 la Copa de Europa se le permitió al LB Châteauroux jugar la Copa de la UEFA aunque fue eliminado en la fase previa.
Su jugador más ilustre en activo es el jugador del Deportivo de la Coruña Lassad, ya que tras su excelente temporada, en la que anotó más de una quincena de goles, consiguió poner al club en las primeras plazas de la Ligue 2, pero aun así no pudo conseguir el ascenso que hubiera supuesto su segunda estancia en la Ligue 1.
Hay que recordar que el gran futbolista camerunés Patrick Mboma también militó en sus filas durante dos temporadas.

## Uniforme
- Uniforme titular: Camiseta roja y azul, pantalón azul y medias azules.
- Uniforme alternativo: Camiseta blanca, pantalón blanco y medias blancas.

## Estadio
Fue inaugurado en 1962. En 1997 el estadio fue remodelado. Posee capacidad para 17.000 personas.

## Datos del club
- Temporadas en la Ligue 1: 1
- Temporadas en la Ligue 2: -
- Mejor puesto en la liga: 17º (Ligue 1, temporada 97-98)
- Peor puesto en la liga: 17º (Ligue 1, temporada 97-98)

## Palmarés

### Torneos nacionales
- Ligue 2: 1

1996/97
- Championnat National: 1

2016/17
- Subcampeón de la Copa de Francia (2004)